# Изолационизам
Изолационизам је политички правац који иде за усамљивањем, за издвајањем; специјално амерички политички правац за немешање Европе у америчке и Америке у европске послове, познат под именом Монроова доктрина.